# Nerw łokciowy

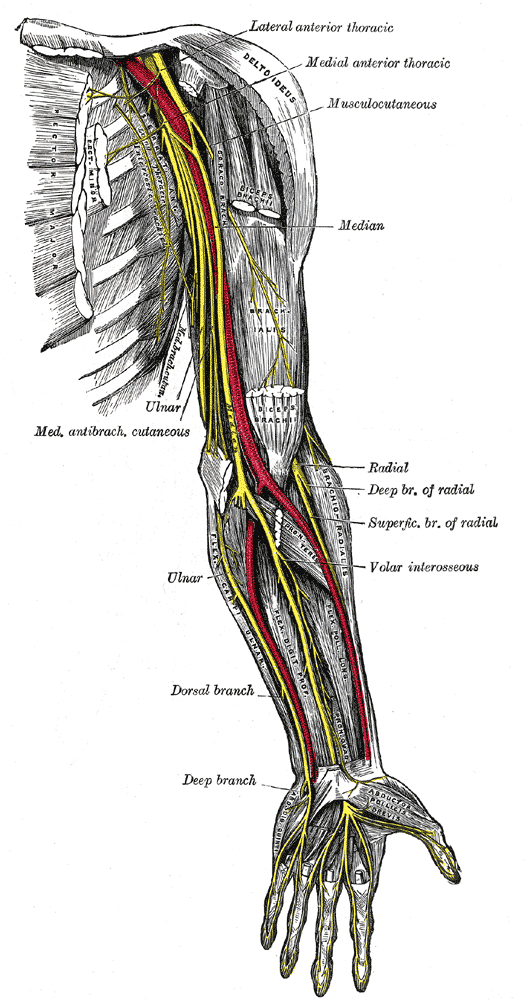
Przebieg nerwów kończyny górnej człowieka. Nerw łokciowy podpisany Ulnar

Nerw łokciowy (łac. nervus ulnaris) – w anatomii człowieka nerw kończyny górnej należący do części podobojczykowej splotu ramiennego (C8–Th1).

## Przebieg nerwu
Nerw pochodzi zesplotu ramiennego z gałązek nerwów rdzeniowych C8–Th1. W dole pachowym biegnie po przyśrodkowej stronie tętnicy pachowej. Na ramieniu przebiega razem z tętnicą ramienną i stopniowo oddala się od niej ku tyłowi.
W okolicy stawu łokciowego przebiega w bruździe leżącej na powierzchni tylnej nadkłykcia przyśrodkowego kości ramiennej. Tutaj leży on bezpośrednio pod skórą i daje się łatwo wyczuć jako dość gruby powrózek. Przy urazie tej okolicy odczuwa się ból i mrowienie, przebiegające po stronie łokciowej przedramienia aż do palca małego.
Na przedramieniu nerw przebiega między głowami mięśnia zginacza łokciowego nadgarstka i razem z tętnicą łokciową biegnie po jego powierzchni wewnętrznej do okolicy nadgarstka.
W dolnej czwartej części przedramienia nerw wychodzi spod mięśnia i układa się między ścięgnami mięśnia zginacza łokciowego nadgarstka i zginacza głębokiego palców. Po drodze oddaje gałąź grzbietową (ramus dorsalis), która przebiega pod ścięgnem mięśnia zginacza łokciowego nadgarstka i przechodzi na stronę grzbietową ręki. Biegnąc na troczku zginaczy nerw dzieli się na gałąź powierzchowną do skóry palców IV i V oraz gałąź głęboką do mięśni ręki.

## Zakres unerwienia

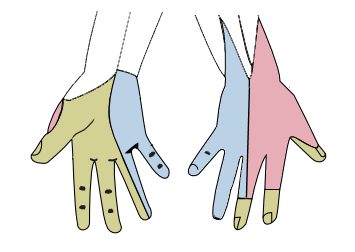
Zakres unerwienia czuciowego skóry prawej ręki:
kolor niebieski – nerw łokciowy
kolor różowy – nerw promieniowy
kolor zielony – nerw pośrodkowy

### Unerwienie ruchowe
- gałąź głęboka
  - mięśnie kłębiku palca V z wyjątkiem mięśnia dłoniowego krótkiego
  - mięśnie międzykostne
  - mięśnie glistowate III i IV
  - mięsień przywodziciel kciuka
  - głowa głęboka mięśnia zginacza krótkiego kciuka
- gałąź powierzchowna
  - mięsień dłoniowy krótki

### Unerwienia czuciowe
- po stronie dłoniowej
  - palec V
  - przyśrodkowa część palca IV
- po stronie grzbietowej
  - palec V
  - palec IV
  - przyśrodkowa część palca III (paliczek bliższy i część środkowego)

## Porażenie nerwu łokciowego
Charakterystycznym zespołem objawów porażenia nerwu łokciowego jest ręka szponiasta. Do porażenia nerwu łokciowego dochodzi stosunkowo często, zwłaszcza w przypadku urazów dalszego końca kości ramiennej i okolicy stawu łokciowego. Oprócz całkowitego porażenia nerwu, może dochodzić do jego ucisku w przebiegu zespołu kanału Guyona oraz zespołu kanału łokciowego.
Podczas porażenia nerwu upośledzeniu ulegają:
- ruchy w stawie promieniowo-nadgarstkowym
- ruchy palców od II do V
- ruchy kciuka (przywodzenie i częściowo opozycja).

Dochodzi również do zaników mięśni ręki (m.in. wygładza się kłębik) oraz do zaburzeń wydzielania potu. Skóra staje się sucha i odbarwiona.